# Марія Клементина Австрійська (1798–1881)
Марія Клементина Австрійська (нім. Maria Klementine von Österreich), також Марія Клементина Габсбург-Лотаринзька (нім. Maria Klementine von Habsburg-Lothringen), повне ім'я Марія Клементина Франциска Йозефа (нім. Maria Clementina Franziska Josepha); 1 березня 1798 — 3 вересня 1881) — ерцгерцогиня Австрійська з династії Габсбургів, донька імператора Австрії Франца I та неаполітанської принцеси Марії Терезії, дружина сицилійського принца Леопольда, який носив титул принца Салерно.

## Біографія
Марія Клементина народилася 1 березня 1798 у віденському палаці Гофбург шостою дитиною та п'ятою донькою останнього імператора Священної Римської імперії Франца II та його другої дружини Марії Терезії Неаполітанської. Мала старшого брата Фердинанда та сестер Марію Луїзу, Кароліну Людовіку та Марію Леопольдіну. Ще одна сестра померла немовлям до її народження. Згодом сім'я поповнилася ще шістьма молодшими дітьми.

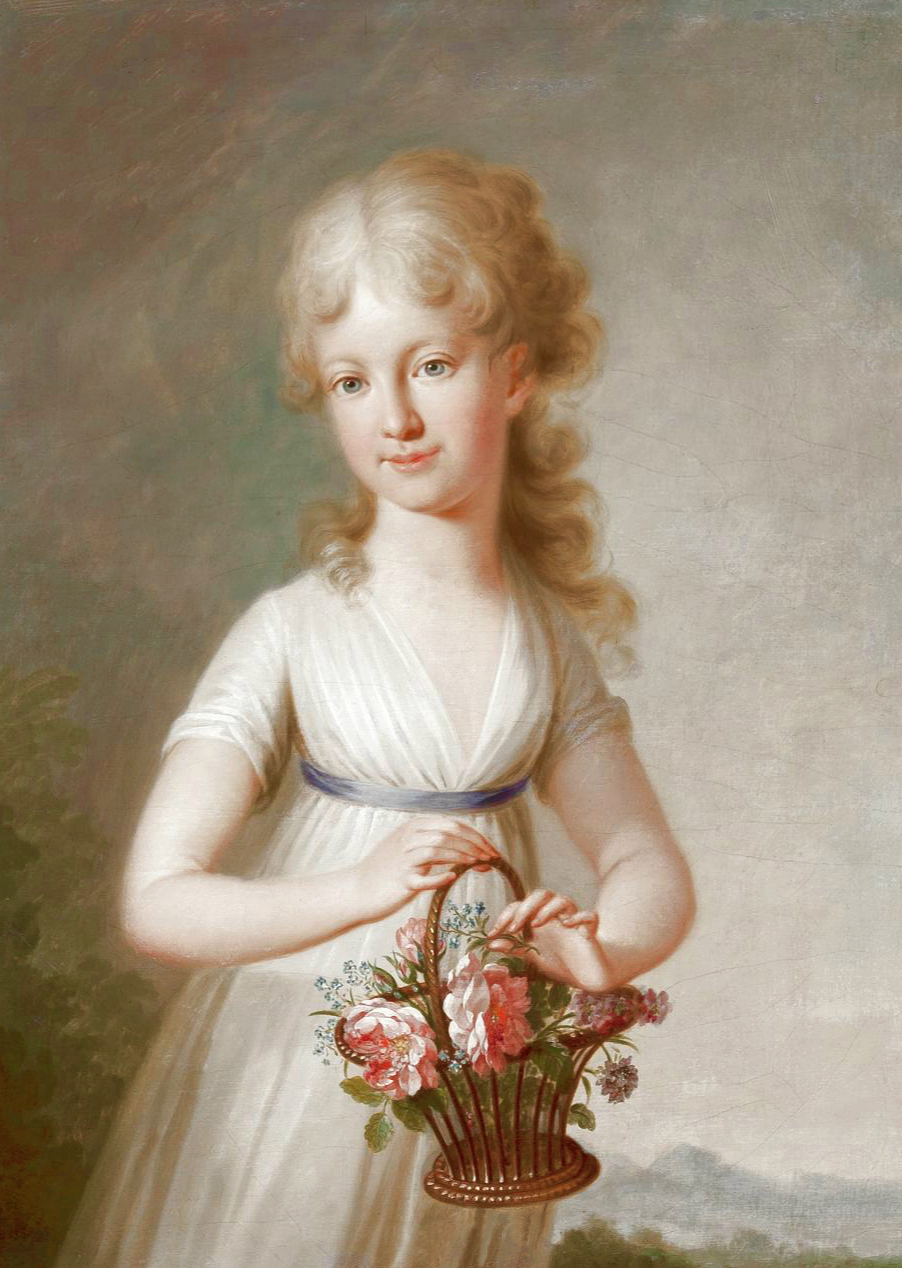
Марія Клементина в дитячому віці на портреті пензля Йозефа Гіккеля, 1800

У 1804 році Франц II проголосив створення Австрійської імперії. Невдовзі після цього розпочалася війна третьої коаліції, яка завершилася поразкою Австрії та захопленням Відня наполеонівськими військами у листопаді 1805. Наступного року Священна Римська імперія перестала існувати. Франц II зумів зберегти титул імператора Австрії.
Шлюб батьків був щасливим. Матір мала веселий характер, який відтіняв серйозність батька. Вона померла, коли Марії Клементині було 9 років. Батько невдовзі одружився зі своєю вдвічі молодшою кузиною Марією Людовікою Моденською. Молоду мачуху описували як освічену та красиву, однак вона відрізнялася слабким здоров'ям і не народила власних дітей, виховуючи пасинків.
У липні 1809 року французи в ході війни п'ятої коаліції вдруге зайняли Відень після перемоги під Ваграмом. Столиця була окупована протягом п'яти місяців, аж до підписання Шенбруннського миру. Імператорська родина в цей час перебувала у замку Буди. Старовинна будівля не була пристосована до постійного проживання і часто там бувало надто холодно. Імператриця, попри кашель та гарячку, багато часу присвячувала справам та турботі про пасинків.
Для укріплення підписаного у жовтні 1809 року союзу Наполеон попросив руки доньки Франца, старшої сестри Марії Клементини, Марії Луїзи. У березні 1810, після укладення шлюбу, вона від'їхала до Франції, де провела чотири роки, згодом повернувшись із малим сином.
Саму Марію Клементину описували як розумну, талановиту, допитливу дівчину, що мала високий інтелект, як і її сестра Марія Леопольдіна.
У 18 років Марію Клементину одружили з 26-річним сицилійським принцом Леопольдом, який був її рідним дядьком. Наречений був кавалером багатьох орденів і мав шанс у 1808 році зайняти іспанський престол. Ідею союзу запропонував канцлер Клемент фон Меттерніх. Весілля відбулося 28 липня 1816-го у палаці Шенбрунн у Відні, через три місяці після смерті мачухи нареченої. У грудні того ж року Сицилійське королівство було об'єднане із Неаполітанським, утворивши Королівство Обох Сицилій.
У шлюбі Марія Клементина народила четверо дітей. Перші роки після народження доньки Марія Клементина мешкала у Відні і повернулася до Неаполя, лише коли її донька Марія Кароліна стала підліткою і вже була введена до вищого австрійського суспільства. Офіційною резиденцією родини був палац Салерно в Неаполі, що розмістився у самому серці міста — на головній площі.

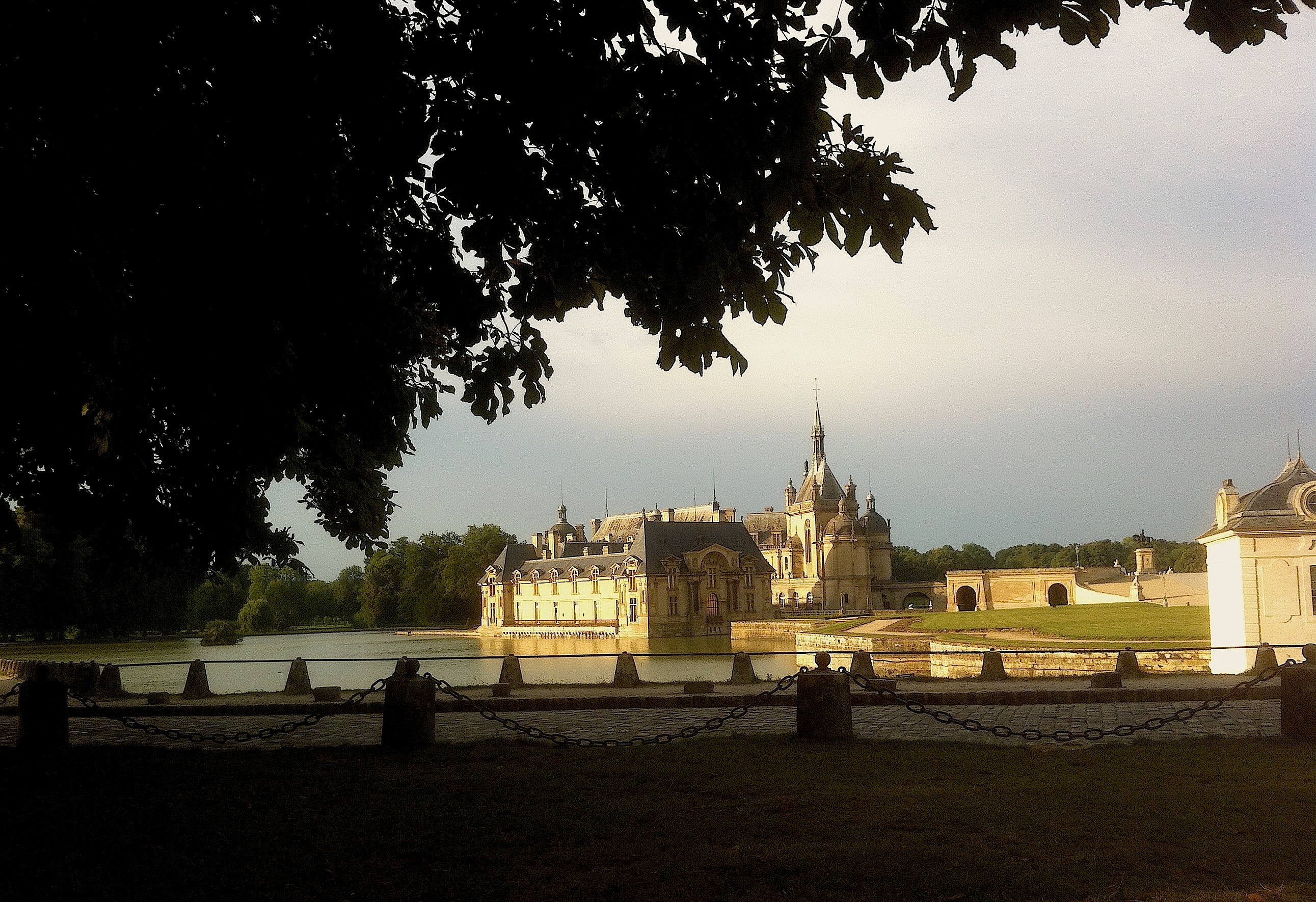
Замок Шантійї

Чоловік зраджував Марію Клементину, і в 1827 році танцюристка Фанні Ельслер народила від нього позашлюбного сина.
Чоловік помер навесні 1851 року, і Марія Клементина переїхала жити до доньки, одруженої з сином колишнього короля Франції Луї-Філіпа, що мешкала із чоловіком у передмісті Лондоні. Певний час всі разом вони жили у Твікенгемі. У грудні 1869 року Марія Кароліна померла від сухот.
Останні роки Марія Клементина провела у замку Шантійї у Франції, який належав її зятю Генріху Орлеанському. Там вона і померла від наслідків пневмонії 3 вересня 1881 у віці 83 років, переживши всіх братів, сестер, дітей та онуків. Похована у базиліці Санта-Кьяра в Неаполі. Згодом прах ерцгерцогині було перенесено до Королівської каплиці в Дре, родової усипальні Орлеанського дому, де вже спочивала її донька.

## Родина
Чоловік — Леопольд Бурбон-Сицилійський
Дітиː
- Марія Кароліна (1822—1869) — дружина принца Генріха Орлеанського, мала четверо синів, які не залишили нащадків.
- Людовіко (19 липня—7 серпня 1824) — прожив 3 тижні.

## Нагороди
- Орден Зіркового хреста (Австрійська імперія);[7]
- Орден Королеви Марії Луїзи № 172 (Іспанія) (1 липня 1818).

## Титули
- 1 березня 1798 —11 серпня 1804 — Її Королівська Високість Ерцгерцогиня Марія Клементина Австрійська;
- 11 серпня 1804 —28 липня 1816 — Її Імператорська та Королівська Високість Ерцгерцогиня Марія Клементина Австрійська;
- 28 липня 1816 —10 березня 1851 — Її Імператорська та Королівська Високість Принцеса Салерно;
- 10 березня 1851 —3 вересня 1881 — Її Імператорська та Королівська Високість Вдовіюча Принцеса Салерно.